# Volba pro Kladno

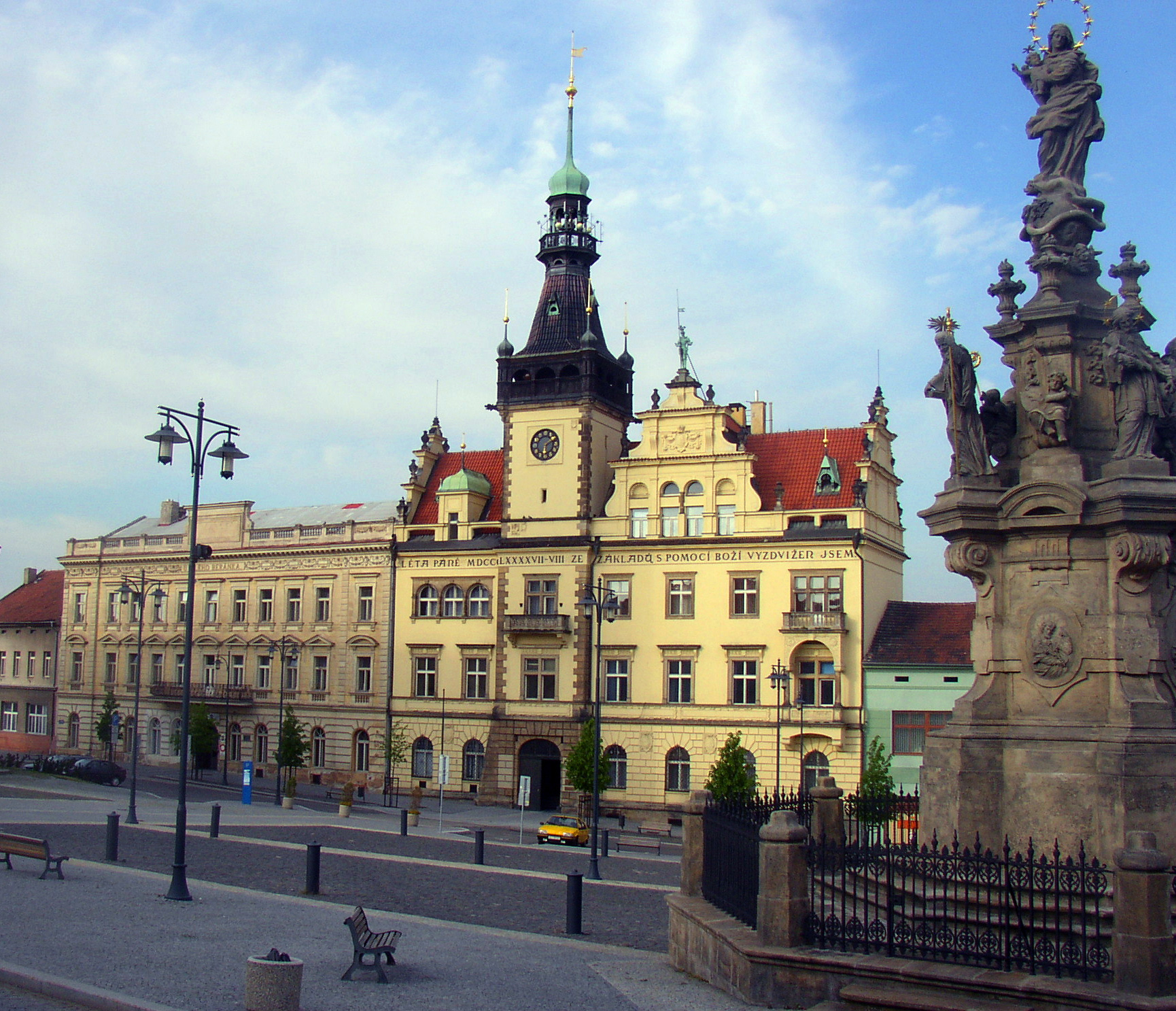
Mariánský sloup a radnice na náměstí starosty Pavla v Kladně

VOLBA PRO KLADNO (zkratka VPK), je komunální politické uskupení ve Statutárním městě Kladně, které bylo zapsáno do rejstříku 20. dubna 2010. 1. předsedou grémia strany Volby pro Kladno je od 31. května 2010 bývalý kladenský hokejový útočník, později starosta a primátor (2002–2004, 2014–2018, 2020–dosud) Milan Volf, který do roku 2010 působil v ODS.
Motto strany je: „Kladeňáci Kladnu. Kladno Kladeňákům.“

## Historie

### Volební období 2010–2014
Opoziční strana s šesti mandáty ve třicetitříčlenném zastupitelstvu města. 

### Volební období 2014–2018
Vítězství v komunálních volbách, deset mandátů, primátor města Milan Volf, 1. náměstek primátora Přemysl Mužík. Byla vytvořená internetová stránka „prokladno.cz“, která mapuje a prezentuje voličům investice, rekonstrukce, sportovní a kulturní akce které byly zásluhou VPK v Kladně v letech 2014–2018 realizovány.

### Volební období 2018–2022
V komunálních volbách v Kladně zvítězila strana VPK v čele s tehdejším primátorem Milanem Volfem. Vítěze voleb však vyšachovala opoziční koalice složená z ODS, Kladeňáků, ANO a SPD. Po ustanovujícím zasedání zastupitelstva podruhé vystřídal Milana Volfa ve funkci primátora města Kladna Dan Jiránek z ODS. Na zasedání zastupitelstva města dne 14. září 2020 nečekaně, bez předchozího zařazení do programu, vyvolal jeden ze zastupitelů hlasování o odvolání primátora, které bylo úspěšné a které mělo za následek obměnu osob v radě města a za primátora byl zvolen Milan Volf. Pro primátora hlasovali zastupitelé stran Volba pro Kladno, KSČM a ANO.

### Volební období 2022–2026
Vítězství v komunálních volbách, v zastupitelstvu města 14 zastupitelů z 33, koalice s hnutím ANO (5 zastupitelů).

## Volební výsledky
| Rok  | Volby                             | Hlasy (celkem) | Hlasy (v %) | Zastupitelé (celkem) | Zastupitelé (v %) |
| ---- | --------------------------------- | -------------- | ----------- | -------------------- | ----------------- |
| 2010 | Volby do zastupitelstev obcí 2010 | 113 768        | 18,07       | 6                    | 18,18             |
| 2014 | Volby do zastupitelstev obcí 2014 | 122 467        | 23,67       | 10                   | 30,30             |
| 2018 | Volby do zastupitelstev obcí 2018 | 208 233        | 34,23       | 13                   | 39,39             |
| 2022 | Volby do zastupitelstev obcí 2022 | 222 609        | 36,68       | 14                   | 42,42             |